# Jan Szymborski (aktor)
Jan Szymborski (ur. 1838 lub 1852, zm. 15 grudnia 1909 w Żbikowie) – polski aktor, reżyser i przedsiębiorca teatralny, śpiewak operetkowy, dyrektor teatrów prowincjonalnych i warszawskich teatrów ogródkowych.

## Kariera aktorska
Prawdopodobnie u progu kariery należał do corps de ballet w Warszawskich Teatrach Rządowych. Jako aktor debiutował w 1866 w zespole Józefa Gaweckiego. W kolejnych latach współpracował z zespołami teatrów prowincjonalnych m.in. Feliksa Leona Stobińskiego (1868, 1870–1871), Anastazego Trapszy (1872–1879), Maksymiliana Kopystyńskiego (1876–1877), Józefa Puchniewskiego (1879–1882, 1886, sez. 1894/1895 - w tym zespole także reżyserował), Ludwika Czystogórskiego (1893, 1896), Czesława Janowskiego (1893/1894, 1899–1900), Jana Reckiego (sez. 1896/1897 – w tym zespole także reżyserował), Leona Bogdanowicza (1898) i Bolesława Mareckiego (1901), Czesława Wiśniewskiego, (1906) a także w warszawskich teatrach ogródkowych: „Alhambra”, „Arkadia”, „Eldorado”, „Belle Vue”, „Nowy Świat”, „Promenada”, „Wodewil” i „Cyrk” oraz w teatrze letnim w Parku Krakowskim. W latach 1901–1902 występował w Odessie i Moskwie w zespole Bolesława Bolesławskiego, a w 1908 – w Kijowie i Petersburgu z zespołem Marii Przybyłko-Potockiej. Następnie (1902–1905) grał i reżyserował w Teatrze Ludowym w Warszawie, w teatrze łódzkim (1906–1907), Teatrze Tanim w Warszawie (1908) i Teatrze Małym w Warszawie (1909). W ostatnim okresie życie reżyserował także przedstawienia amatorskie w Pruszkowie. Wystąpił m.in. w rolach: Szaruckiego (Majster i czeladnik), Zdzisława (Radcy pana radcy), Majora (Damy i huzary), Rejenta (Zemsta), Miechodmucha (Krakowiacy i Górale), Natana (Sędziowie), Kleofasa Przedpałowskiego (Król reporterów Władysława Leśniewskiego) i Guślarza (Dziady). Jako śpiewak operetkowy wystąpił m.in. w rolach: Kalchasa (Piękna Helena) i Żupana (Baron Cygański).

## Zarządzanie zespołami teatralnymi
W sezonie letnim 1882 kierował warszawskim teatrem ogródkowym „Nowy Świat” (przy współudziale Adolfa Sonnenfelda). Następnie wspólnie z Władysławem Antonim Górskim prowadził zespół w Piotrkowie (1883). W tym samym roku samodzielnie prowadził warszawski teatr ogródkowy „Eldorado” oraz zespół występujący w Płocku. W 1884 r. prowadził zespół w Łowiczu wspólnie ze Stanisławem Trapszą. Pod koniec 1886 r. zorganizował w Płocku własny zespół, wraz z którym występował m.in. w: Lipnie, Płocku, Ciechanowie, Płońsku, Mławie, Częstochowie, Tomaszowie Mazowieckim, Piotrkowie, Łodzi, Ozorkowie, Pabianicach i Rypinie, a w okresie letnim także w warszawskim teatrze ogródkowym „Alhambra”. Zespół został rozwiązany w 1892 r.